# Stenanthium
Stenanthium é um género botânico pertencente à família Melanthiaceae.
1. ↑  «Stenanthium — World Flora Online». www.worldfloraonline.org. Consultado em 19 de agosto de 2020